# Южноамерикански слонове
Южноамериканските слонове (Cuvieronius) са изчезнал вид от семейството Гомфотерии. Външно е наподобявал съвременните слонове, с разликата, че бивниците са били малко по-дълги и издадени напред, без съществени извивки на костта. Южноамериканските слонове са изчезнали в края на последният ледников период преди около 12 000 години. Точната причина за гибелта на вида не е изяснена, но се смята, че промяната на климата е довела до суши, голяма смъртност сред едрите животни в югоизточна Южна Америка, вероятно на територията на днешна Аржентина, предизвикала масови епидемии сред гигантите, които напълно са ги погубили заедно с други бозайници, представители на мегафауната.
Южноамериканският слон е обитавал Централна и Южна Америка. Фосили от този вид са намерени в Аржентина, Бразилия, Боливия, Колумбия, Венецуела и др.
По размери южноамериканските слонове са били приблизително колкото съвременните африкански слонове. Височината им е била около 4 метра, дължината над 6,5 метра и тегло около 8000 кг.
Видът се е разпространил в Южна Америка преди около 2,5 млн. години по време на големият междуамерикански обмен, при който Северна и Южна Америка се свързали сухоземно в района на Панамския провлак и така животни от северноамериканските животински видове навлезли в Южна Америка и обратно. Така много плацентни бозайници навлезли в Южна Америка.
Появяват се предположения на някои учени, че южноамериканските слонове не са напълно изчезнали и малобройна популация все още живее в неизследваните части на Амазония. Тези предположения се базират на разказите на местните индиански племена, но няма доказателства за съществуването на този вид в наши дни.